# Preben Wolf-Jürgensen
Preben Wolf-Jürgensen (født 15. februar 1947) er en dansk atlet medlem af Randers Freja 1961-1972 derefter i AK Holstebro.
Preben Wolf-Jürgensen var en af Danmarks bedste længdespringere i sin tid med et bedste resultat på 7,30 i 1973.
Preben Wolf-Jürgensen er far til Torben og Bjarke Wolf-Jürgensen.

## Danske mesterskaber
- Bronze 1974 Længdespring 6,90
- Sølv 1973 Længdespring 7,21
- Bronze 1971 Længdespring 7,07

Danske juniormesterskaber -20år
- Guld 1967 100 meter 11,1

## Personlige rekorder
- 100 meter: 10,9h 11. Maj 1969 Randers Stadion
- 200 meter: 22,3h 1969
- Længdespring: 7,30 11. august 1973 Skive Stadion
- 60 meter-inde: 7,2h 1972